# Sceau de l'Arizona

Sceau de l'Arizona.

Le sceau de l'Arizona (en anglais : « Arizona State Seal ») fut adopté en 1911. Dans la partie supérieure de la bordure est indiqué « Great Seal of the State of Arizona », et l'année 1912 dans la partie inférieure, année de l'adhésion de l'Arizona à l'Union. La pièce centrale du sceau est un écu au chef duquel est inscrite la devise latine « Ditat Deus » (« Dieu s'enrichit »). Les éléments représentés sur l'écu sont une chaîne de montagne, un soleil, un barrage et son réservoir, un taureau, une mine de quartz et un mineur (George Warren) avec ses outils.
Le sceau montre les cinq éléments de base de l'économie de l'État : le taureau, le coton, le cuivre, les citrus et le climat.
Les agrumes sont représentés par le verger irrigué légèrement gauche du milieu. Le coton est représenté par les champs (domaines) irrigués sur le côté supérieur droit. Le cuivre est représenté par le mineur à gauche. Le climat, comme exprimé et exporté dans la flore et la faune, est représenté par le coucher du soleil,

## Histoire
Le président Lincoln a approuvé un amendement de 1863 qui prévoit un gouvernement provisoire dans le territoire de l'Arizona et a nommé Richard McCormick, un homme d'affaires et journaliste, comme secrétaire du territoire. McCormick a conçu un sceau en 1863, qui montre un mineur barbu debout devant une brouette, tenant une pioche et une bêche courte-traitée. Deux montagnes apparaissent à l'arrière-plan. Au fond, la devise « Ditat Deus » (« Dieu enrichit »).
En réponse à la critique, McCormick a présenté une version révisée, plus complexe qui a inclus le nouvel ombragement et un petit cours d'eau aux pieds du mineur. La brouette et la bêche ont été remplacés en plus de la pelle longtemps manipulée convenante et les montagnes ont un sommet dirigé probablement vers Thumb Butte, à l'ouest de la capitale dans Prescott. La devise, « Ditat Deus », est resté.
Les membres de la première assemblée législative territoriale ont approuvé un acte, en automne 1864, créant un nouveau sceau et autorisant le secrétaire à confier le sceau aux partis appropriés pour la gravure. Le sceau était de 2 pouces 1/4 de diamètre et comportait une vue de la montagne de San Francisco avec un cerf, des pins et un cactus à colonnes au premier plan; la devise en dessous « Ditat Deus »,
Malgré les plans pour un nouveau sceau, l'Arizona a continué l'utilisation de l'ancien. McCormick, préférant sa conception propre, a profité d'une disposition de l'acte qui lui a permis d'utiliser l'ancien sceau dans ses fonctions officielles jusqu'à ce que le sceau autorisé du nouvel acte soit préparé.
Le nouveau sceau n'a été prêt qu'en 1879, 15 ans plus tard et l'ancien a été retiré. Cependant, il a encore été utilisé dans le comté de Gila.
La première utilisation connue du sceau territorial législativement approuvé a été par le secrétaire John J. Gosper pour certifier les actes de la dixième assemblée législative territoriale le 3 mars 1879.
Les secrétaires du territoire ont fait plusieurs variations du sceau législatif pendant 30 ans quand il était en utilisation. En 1895, le secrétaire Charles Bruce a ajouté des lignes hachurées aux montagnes, au cerf et au cactus.
Un sceau utilisé par le secrétaire Charles Akers en 1899 a apporté la scène en arrière à la lumière du jour.
En 1905, le secrétaire W.F. Nichols a adopté un dessin de l'artiste Walter Rollins.Le cerf fait face à gauche, les montagnes ont porté plus de ressemblance aux sommets de San Francisco, les arbres et le cactus étaient plus réalistes et l'herbe a grandi dans le premier plan. Ce sceau apparu sur la copie originale de la Constitution de l'Arizona adoptée en 1910.
Le délégué M.G. Cunniff du comté de Yavapai à la convention constitutionnelle a soumis une conception proposée au sceau par l'artiste E.E. Motter Phoenix de presse. Un comité spécial de trois délégués s'est formé pour considérer le sceau de Motter et recommande l'adoption du sceau dans l'article 22, § 20 de la Constitution, qui décrit l'actuel sceau
E.E. Ellinwood du Comté Cochise, le président du comité, a expliqué que le but du comité était de sauver à partir du cactus, Gila des monstres et des serpents à sonnettes et montrer d'autres industries de l'État. Après le long débat qui a de temps en temps erré dans d'autres questions politiques, le 9 décembre, des délégués ont approuvé le nouveau sceau par un vote de 28 voix POUR contre 11 voix pas d'accord, avec 13 membres absents.
C'était Ellinwood qui était responsable de l'image du prospecteur Bisbee George Warren sur le sceau. 